# Бодди, Александр
Алекса́ндр Альфре́д Бо́дди (англ. Alexander Alfred Boddy; 15 ноября 1854, Манчестер, Великобритания — 10 сентября 1930, Питтингтон, Дарем, Великобритания) — ранний пятидесятнический лидер в Великобритании; публицист, путешественник, член Русского географического общества.
Несмотря на то, что до конца своей жизни Бодди оставался викарием Англиканской церкви, он сыграл важную роль в становлении и развитии пятидесятнического движения в Англии; его называют «пионером пятидесятнического движения Британии».

## Биография

### Начало служения
Александр Альфред Бодди родился 15 ноября 1854 года в городе Манчестер и был третьим ребёнком в набожной христианской семье. Его отец Джеймс Альфред Бодди был приходским священником англиканской церкви Святого Фомы, мать была потомком Мэри Вазейль, жены Джона Уэсли. В молодости Бодди учился на юриста и даже начать работать адвокатом в Манчестере. Однако в 1876 году, после посещения второй Кесвикской конференции, он решает стать священником. Существенное влияние на молодого Бодди оказал Джозеф Лайтфут (1828—1889), англиканский богослов и епископ Дарема. Под руководством Лайтфута Бодди изучает теологию в Университетском колледже Дарема, получив степень лиценциата теологии. После окончания обучения Лайтфут в 1881 году рукоположил молодого Бодди на служение викария (приходского священника) англиканской церкви. Первым местом назначения Бодди стал приход в деревне Элвик, графство Дарем.
В 1884 Александр Бодди был переведён викарием в «Церковь всех святых» в Манквермут, Сандерленд, в которой служил до 1922 года.

### Географические путешествия
Некоторое время Бодди активно путешествует и изучает западную Канаду, Египет, Северную Африку, Палестину, Россию. Благодаря широким описаниям своих путешествий, Бодди становится членом Королевского географического общества (Англия) и Императорского географического общества (Россия).
В России, которую Бодди посетил ок. 1890 года, он встречается с императором Александром III, посещает Соловецкий монастырь. На Соловках внимание Бодди привлекла икона, изображавшая день Пятидесятницы; позже он отметит эту икону в своих воспоминаниях. О паломничестве в монастырь и путешествии по старой торговой дороге от Белого моря в Москву Бодди написал книгу, опубликованную в 1892 году.
Путешествия по Святой Земле Бодди описал в книгах «Дни в Галлилеи» и «Жизнь Христа».

### Принятие пятидесятнического учения
Узнав об Уэльском пробуждении, Бодди посещает Тонипанди в декабре 1904 году и безуспешно пытается пригласить лидера пробуждения Эвана Робертса в Сандерленд.
В 1906 году Бодди узнаёт о пробуждении на Азуза-стрит и начинает интересоваться пятидесятническим вероучением. В марте 1907 года он посещает в Осло пятидесятническую общину Т. Барратта. По возвращении, Бодди публикует брошюру «Пятидесятница для Англии», которую раздавали на Кесвикской конференции. Осенью того же 1907 года Барратт, по приглашению Бодди, проповедует в Сандерленде. Воскресное вечернее богослужение, на котором Барратт выступал впервые, продолжалось до 4 часов утра понедельника. В ходе серии встреч, часть прихожан церкви Бодди получают крещение Святым Духом. Позже данный опыт переживает и сам Бодди и становится активным проповедником пятидесятничества.
В 1908 году Бодди выпускает первый номер журнала «Уверенность» (Confidence). Журнал, ставший первым пятидесятническим изданием Британии, пережил 141 выпуск и издавался вплоть до 1926 года. Всё это время Бодди был его редактором и основным автором. Издание освещало пятидесятническое пробуждение и подробно излагало соответствующие доктрины; оно рассылалось по всей Великобритании, а также в США, Новую Зеландию, Южную Африку, Либерию и Индию.
В первом издании журнала «Доверие» Бодди призывает к проведению специальной пятидесятнической конференции в Сандерленде на праздник Пятидесятницы. Первая конференция прошла в том же 1908 году и стала проводиться ежегодно. Гостями подобных конференций были Дж. Полман (лидер голландских пятидесятников), Й. Пауль (лидер немецких пятидесятников), Говард Картер (основатель Ассамблей Бога в Великобритании), Дж. Джеффрис (основатель церкви «Елим»), С. Полилл (будущий директор Пятидесятнического миссионерского союза) и Стэнли Фродшем (позже ставший лидером американских Ассамблей Бога). Последняя подобная конференция прошла в 1914 году, из-за начавшейся Первой мировой войны конференции больше не проводились.
В 1909 году вместе с Сесил Полилл, Бодди основывает Пятидесятнический миссионерский союз.
Проповедуя пятидесятнические доктрины, Бодди много путешествует, в том числе совершает длительные поездки по Северной Америке. В годы Первой мировой войны некоторое время Александр Бодди нёс служение капеллана среди британских войск во Франции.

### Последние годы
Из-за пошатнувшегося здоровья жены, в 1922 году Бодди был вынужден оставить Сандерленд и переселиться в Питтингтон, графство Дарем. В Питтингтоне Бодди продолжает служение приходского священника англиканской церкви вплоть до своей смерти в 1930 году.

## Семья
В 1890 году Александр Бодди в своём приходе знакомится с Мэри Поллок. Мэри, сама бывшая дочерью англиканского священника и участвовавшая в Кесвикских конференциях, охотно помогает Бодди в организации служений прихода. В 1891 году они поженились. В 1899 году Мэри, по собственному утверждению, была исцелена от хронической бронхиальной астмы; впоследствии супруги Бодди стали убеждёнными сторонниками доктрины божественного исцеления. Несмотря на то, что в 1912 году сама Мэри стала инвалидом (ревматоидный артрит), он проводила молитвы за исцеление других людей. Также, Мэри молилась с возложением рук за крещение Святым Духом; по её молитве пятидесятнический дар говорения на языках получили Смит Вигглсворт и Дж. Полман (будущий лидер пятидесятников в Нидерландах).
В семье Александра и Мэри родились сын и двое дочерей (Мэри и Джейн Вазейль). Единственный сын Бодди, Джеймс, в годы Первой мировой войны сражался в составе Королевского воздушного корпуса, был сбит в 1917 году в небе Франции. В результате падения получил серьёзное ранение, перенёс 27 операций и ампутацию ноги.

## Убеждения
До конца своей жизни Бодди оставался священником англиканской церкви и выступал против создания отдельного пятидесятнического союза. Его богословские взгляды во многом расходились с учением классических пятидесятников. Бодди признавал крещение детей, высоко ценил таинства англиканской церкви. Он часто заявлял, что христианская любовь важнее говорения на иных языках и предостерегал от преувеличений в рассказах про чудесные исцеления. После посещения США, Бодди остался встревоженным от того акцента, который американские пятидесятники делали на сборе пожертвований. В отличие от большинства пятидесятников того времени, он не был пацифистом и поддерживал военные усилия своей страны в Первой мировой войне.